# Leena Salmenkylä
Leena Riitta Salmenkylä-Mattila, född Salmenkylä den 13 mars 1958, är en finländsk orienterare som blev världsmästarinna i stafett 1979. Hon är dotter till Juhani Salmenkylä.